# 7207 Hammurabi
7207 Hammurabi este o planetă minoră (asteroid) din centura de asteroizi. A fost descoperită pe 24 septembrie 1960 la Observatorul Palomar de Cornelis Johannes van Houten și a fost numită după Hammurabi. 
Obiectul prezintă o orbită caracterizată de o semiaxă mare de 2,5774391 UAi, o excentricitate de 0,19, o înclinație de 14,1256 ° în raport cu ecliptica.